# Viktor Lukashenko
Viktor Aleksandrovich Lukashenko ou Viktar Alyaksandravch Lukashenka (nascido em 28 de novembro de 1975) é um político bielorrusso e filho mais velho do presidente bielorrusso Alexander Lukashenko. Atualmente, atua como presidente do Comitê Olímpico da Bielorrússia. Anteriormente, serviu como conselheiro de segurança nacional do seu pai, o presidente da Bielorrússia.

## Juventude e educação
Viktor Lukashenko nasceu em 28 de novembro de 1975, filho de Galina Lukashenko e de Alexander Lukashenko, presidente da Bielorrússia desde 1994.
Viktor Lukashenko formou-se na faculdade de Relações Internacionais da Universidade Estatal da Bielorrússia em 1998 e cumpriu o seu dever militar obrigatório no Serviço de Guarda de Fronteiras da Bielorrússia entre 1998 e 2001.

## Carreira
Trabalhou no Ministério das Relações Exteriores da Bielorrússia e em uma empresa de exportação militar, a Agat.
Em 2005, Viktor Lukashenko tornou-se Assistente de Segurança Nacional do seu pai, o Presidente Alexander Lukashenko e, em Janeiro de 2007, tornou-se membro do Conselho de Segurança da República da Bielorrússia.
Viktor está ligado ao empresário bielorrusso Alexander Zaytsev, que anteriormente trabalhou como assessor de Viktor. Zaytsev foi o presidente do conselho do Grupo Bremino que criou uma zona econômica especial em Orsha em 2018.
Em 2021, Viktor Lukashenko foi nomeado presidente do Comitê Olímpico da Bielorrússia, sucedendo ao seu pai, depois de ambos terem sido proibidos de participar nos Jogos Olímpicos.
Viktor Lukashenko também foi destituído do cargo de Assessor do Presidente para a Segurança Nacional em 1 de março.